# Spafford
Spafford – miasto w Stanach Zjednoczonych, w stanie Nowy Jork, w hrabstwie Onondaga.